# Washington Park (Floryda)
Washington Park – jednostka osadnicza w Stanach Zjednoczonych, w stanie Floryda, w hrabstwie Broward.